# Neritos flavoroseus
Neritos flavoroseus är en fjärilsart som beskrevs av Walker 1855. Neritos flavoroseus ingår i släktet Neritos och familjen björnspinnare. Inga underarter finns listade i Catalogue of Life.